# Kat DeLuna
Kat DeLuna, de son vrai nom Kathleen Emperatriz DeLuna, née dans le Bronx, New York, le 26 novembre 1987, est une chanteuse américaine de langues anglaise et espagnole. Originaire de la République dominicaine, elle est sous contrat avec ARS Entertainment Belgium et Universal Motown.
Elle est notamment connue pour être à l'origine des titres Whine Up sorti en 2007 avec Elephant Man ainsi que Run the Show avec Busta Rhymes sortis en 2008.

## Biographie
Kat DeLuna a grandi en République dominicaine. À 9 ans, peu après le retour de sa famille aux États-Unis, à Newark dans le New Jersey, elle écrit sa première chanson Estoy Triste (Je suis triste) inspirée du divorce de ses parents. La situation financière difficile de sa mère l'oblige à rester à l'école. Elle commence à se produire lors d'évènements locaux, partageant la scène avec des noms connus comme Marc Anthony. Elle est acceptée à l'école des beaux-arts du New Jersey à 14 ans, une école spécialisée. Lors de sa première année, elle recherche des auditions afin de mettre son talent en valeur. Elle décide finalement de former un groupe de hip-hop latino féminin nommé Coquette. À 15 ans, elle chante I Will Always Love You lors d'un concours de karaoké, qui lui vaut la première place. Elle fait alors la rencontre du chanteur cubain de salsa, Rey Ruiz. Elle commence à écrire ses chansons. Quelques années plus tard elle est recrutée par Sony-BMG qui lui offre un contrat.
En 2007, à 19 ans, elle lance un premier album intitulé 9 Lives qui paraît en août 2007 au Canada, aux États-Unis ainsi qu'au Japon, pour les autres pays l'album est sorti en 2008. Son premier single, Whine Up est repris pour le générique de SummerSlam 2007 : The Biggest Party of The Summer, qui est le deuxième plus grand show de la WWE. Ce titre permettra au public de la découvrir. Elle enchaine ensuite avec Am I Dreaming, titre uniquement sorti aux États-Unis. Omarion l'invite sur son single Cut Off Time, titre qui servira pour la bande originale du film Feel The Noise.
En 2008 le titre Run The Show extrait de son premier album, obtient de très bonnes places dans les charts mondiaux. Au mois d'octobre deux nouveaux singles sortent Breathing Your Love de Darin feat. Kat DeLuna ainsi que In The End. À la fin de l'année, Kat DeLuna est invitée par Akon pour le remix de son single Right Now (Na Na Na).
En 2009, Kat DeLuna annonce la sortie d'un nouvel album, le titre Dance Bailalo (ainsi que sa version espagnole Bailalo) apparaît, ce titre n'a pas connu le succès, il reste juste un single promo. Calling You et Unstoppable feat. Lil Wayne sont utilisés pour le film Confessions d'une accro du shopping. Le premier titre est également un single promo tantdis que Unstoppable sort en single, ce titre n'est classé qu'au Canada. Le clip Shake It Up de Big Ali et Kat DeLuna est filmé en août à Cannes, il devait sortir en single, mais a été annulé, le clip ne voit pas le jour. L'absence de succès de Kat cette année, amène la  production à reporter la sortie de cet album, Kat s'oriente vers de nouveaux styles, beaucoup de titres enregistrés en 2009 pour son second opus ne sont jamais sortis à ce jour.
En 2010, elle sort le single intitulé Push Push en duo avec Akon et produit par RedOne, ce qui fait le deuxième extrait de Inside Out succédant à Unstoppable que l'on retrouvera sur l'album. Le clip est sorti le 16 juin 2010. Le titre atteint la 9e position en France.
En septembre, pour faire patienter ses fans, Kat DeLuna sort en téléchargement Inside Out: The Mixtape comprenant 14 titres. Finalement, l'album Inside Out sort en novembre, uniquement en Belgique. Il comprend le troisième single issu de cet album Party O'Clock sorti quelques semaines auparavant. IL bénéficiera d'une bonne rotation sur Fun Radio en France. Le clip a été tourné à Paris le même mois, dans les locaux du club VIP Room Theater.
En 2011, le single intitulé Dancing Tonight en duo avec Fo Onassis paraît, il se classe n°1 au U.S. Billboard Hot Dance Club Songs, mis à part ça le titre ne connait pas le succès mondialement sauf en Belgique où il arrive tout de même à se positionner 15e. L'album Inside Out paraît en France ainsi qu'en Pologne en ce début d'année. I'm Alright, le single de Jean Roch feat. Flo Rida & Kat DeLuna paraît en milieu d'année. On retrouvera également Kat DeLuna en featuring sur le titre Dame de Shaggy. Début juillet, l'album sort au Japon, cette édition contient notamment quatre inédits, dont Drop It Low son nouveau single qui est également le premier single japonais issu de l'album. Le clip se passe à Sao Paulo. Boom Boom (Tequila) est le deuxième single promo pour le Japon, aucun clip ne sortira. Pour terminer l'année, Tonite, le single du DJ Nicola Fasano en duo avec Kat DeLuna sort, le titre ne sera classé dans aucun pays.
En 2012, le single de David Latour intitulé I Had A Dream feat. Kat DeLuna & Fo Onassis parait. En mai, Kat fait une mini tournée de trois dates au Japon, Viva Japan Tour. Fin juin, le single Wanna See U Dance (La La La) paraît, sample de Samba de Janeiro, le clip sortira ensuite le 24 août en exclusivité sur le site de Ryan Seacrest. Au mois de juillet, le single promotionnel en espagnol Sobredosis feat. El Cata apparaît. Au mois d'octobre, le single nommé Wild Girl (feat. DJ Yass Carter) apparaît ainsi qu'au mois de novembre, le single Shake It de Dam' Edge feat. Kat DeLuna & Fatman Scoop, le clip de celui-ci fut filmé à Las Vegas. Cette même année, son titre Run The Show est inclus dans Just Dance 4.
En 2013, le single Always On My Mind en duo avec le chanteur roumain Costi est sorti au mois de janvier, il atteint la première place du classement iTunes en Ouganda. Kat DeLuna fait une tournée des boîtes de nuit gay nommée Viva Out Loud Tour au Printemps. Début mai, le single promotionnel Stars sort.
En 2014, Kat DeLuna apparaît sur le titre Last Call du nouveau trio, The Bello Boys. Elle fait quelques concerts en Turquie à Antalya. Fin mai, le Label Manhattan Recordings édite physiquement le single Wanna See U Dance (La La La) au Japon agrémenté de nouveaux remixes réalisés par le DJ australien Kronic. Le 21 novembre, elle est l'invitée d'honneur de la première des Tahiti Music Awards, le concert est retransmis à la télévision nationale quelques jours plus tard.
En 2015, le single Bum Bum (feat. Trey Songz) sort. Kat Deluna fait quelques concerts en Asie (au Japon et au Cambodge notamment) dans le cadre du Asian Beauty Tour.
En 2016, le single What A Night (feat. Jeremih) voit le jour, il reprend un sample du titre du même nom sorti initialement par The Four Seasons en 1975. Il précède la sortie de Loading, 10 titres édités sur les plateformes de téléchargement et en CD, qui comprend une majorité de singles sortis les dernières années ainsi que 4 nouveaux titres : Close My Eyes, Betting On Love, Paradise et Getaway. Semi-album, semi-compilation, Loading laisse affirmer l'abandon du projet d'album Viva Out Loud. De nombreux singles promotionnels apparaissent : en juillet Close My Eyes, en août Forever (feat. Natel), puis en septembre, Waves. Les deux derniers titres seront inclus dans le EP de 5 titres Loading (Japanese Version) sorti en octobre qui coïncide avec la sortie japonaise de Loading en CD, totalisant 16 titres. En septembre sort le single Nobody, un titre du chanteur libanais Faydee en featuring avec Kat DeLuna & Leftside.
En 2017, l'artiste nigériane afropop Yemi Alade invite Kat DeLuna sur son titre Right Now disponible sur la version deluxe de son album Black Magic paru en décembre.
En 2018, Kat DeLuna revient avec Nueva Actitud (feat. Arcangel). L'artiste est désormais signée sous le label Cape Republic Records.
En 2019, les singles Last Night In Miami et Only One sortent en mai et août respectivement.
En 2021, on retrouve Kat DeLuna après deux ans d'absence sur les titres Alone No More et Where's The Peace de Longshot & Lazerbeak parus en octobre.
En 2023, l'artiste passe quelques jours à Monaco où elle annonce à ses fans sur les réseaux sociaux son retour avec le titre Hottie With A Body qui sort le 1er septembre. Le clip est signé Alfredo Flores. S'en suivra la reprise du standard de noël O Holy Night qui sort en décembre sur les plateformes de téléchargement.
En 2024, Kat DeLuna sort Kruela, titre espagnol, en juin. Le titre est agrémenté d'un clip vidéo. Un remix du titre signé Mert Hakan & Onur Betin, sort le 19 juillet.

## Discographie

### Albums
| Année | Album      | Classement des ventes | Classement des ventes | Classement des ventes | Classement des ventes | Classement des ventes | Classement des ventes | Classement des ventes  | Classement des ventes  | Classement des ventes  |
| Année | Album      | Drapeau de la France  | /Wa                   | /Vl                   | Drapeau du Japon      | Drapeau de la Suisse  | Drapeau de l'Autriche | Drapeau de la Finlande | Drapeau de l'Allemagne | Drapeau des États-Unis |
| ----- | ---------- | --------------------- | --------------------- | --------------------- | --------------------- | --------------------- | --------------------- | ---------------------- | ---------------------- | ---------------------- |
| 2008  | 9 Lives    | 26                    | 22                    | 16                    | —                     | 49                    | 64                    | 15                     | 73                     | 58                     |
| 2011  | Inside Out | 114                   | 76                    | 16                    | 47                    | —                     | —                     | —                      | —                      | —                      |
| 2016  | Loading    |                       |                       |                       |                       |                       |                       |                        |                        |                        |

### Singles
| Année | Titre                                  | Classement             | Classement | Classement | Classement        | Classement             | Classement           | Classement             | Classement           | Classement             | Classement          | Classement             | Classement | Classement            | Classement           | Classement | Album      |
| Année | Titre                                  | Drapeau des États-Unis | /Wa        | /Vl        | Drapeau du Canada | Drapeau de la Finlande | Drapeau de la France | Drapeau de l'Allemagne | Drapeau de la Suisse | Drapeau du Royaume-Uni | Drapeau du Portugal | Drapeau de la Bulgarie | Airplay    | Drapeau de la Turquie | Drapeau de l'Irlande |            | Album      |
| ----- | -------------------------------------- | ---------------------- | ---------- | ---------- | ----------------- | ---------------------- | -------------------- | ---------------------- | -------------------- | ---------------------- | ------------------- | ---------------------- | ---------- | --------------------- | -------------------- | ---------- | ---------- |
| 2007  | Whine Up (featuring Elephant Man)      | 29                     | 7          | 6          | 15                | —                      | 9                    | 24                     | 49                   | —                      | 8                   | 9                      | —          | —                     | —                    | —          | 9 Lives    |
| 2007  | Am I Dreaming                          | —                      | —          | —          | —                 | —                      | —                    | —                      | —                    | —                      | —                   | —                      | —          | —                     | —                    | —          | 9 Lives    |
| 2008  | Run The Show (featuring Busta Rhymes)  | 117                    | 5          | 5          | —                 | 2                      | 6                    | 73                     | 29                   | 41                     | 8                   | 4                      | —          | —                     | 26                   | 42         | 9 Lives    |
| 2008  | In The End                             | —                      | —          | 31         | —                 | —                      | —                    | —                      | —                    | —                      | 29                  | —                      | 10         | —                     | —                    | —          | 9 Lives    |
| 2009  | Unstoppable (featuring Lil Wayne)      | —                      | —          | —          | 80                | —                      | —                    | —                      | —                    | —                      | —                   | 24                     | —          | —                     | —                    | —          | Inside Out |
| 2010  | Push Push (featuring Akon)             | —                      | 25         | 15         | 84                | —                      | 9                    | —                      | —                    | —                      | —                   | —                      | 64         | —                     | —                    | —          | Inside Out |
| 2010  | Party O'Clock                          | —                      | —          | 17         | —                 | —                      | 76                   | —                      | —                    | —                      | —                   | —                      | 41         | —                     | —                    | —          | Inside Out |
| 2011  | Dancing Tonight (featuring Fo Onassis) | —                      | —          | —          | —                 | —                      | —                    | —                      | —                    | —                      | —                   | —                      | 60         | —                     | —                    | —          | Inside Out |
| 2011  | Drop It Low                            | —                      | 7          | 12         | —                 | —                      | —                    | —                      | —                    | —                      | —                   | —                      | —          | 18                    | —                    | 85         | Inside Out |
| 2012  | Wanna See U Dance (La La La)           | —                      | —          | —          | —                 | —                      | 188                  | —                      | —                    | —                      | —                   | 18                     | 68         | —                     | —                    | —          | Loading    |
| 2012  | Wild Girl (featuring DJ Yass Carter)   | —                      | —          | —          | —                 | —                      | —                    | —                      | —                    | —                      | —                   | —                      | —          | —                     | —                    | —          | Loading    |
| 2015  | Bum Bum (featuring Trey Songz)         | —                      | —          | —          | —                 | —                      | —                    | —                      | —                    | —                      | —                   | —                      | —          | —                     | —                    | —          | Loading    |
| 2016  | What a Night (featuring Jeremih)       | —                      | —          | —          | —                 | —                      | —                    | —                      | —                    | —                      | —                   | —                      | —          | —                     | —                    | —          | Loading    |
| 2016  | Forever (featuring Natel)              | —                      | —          | —          | —                 | —                      | —                    | —                      | —                    | —                      | —                   | —                      | —          | —                     | —                    | —          | Loading    |
| 2016  | Waves                                  | —                      | —          | —          | —                 | —                      | —                    | —                      | —                    | —                      | —                   | —                      | —          | —                     | —                    | —          | Loading    |

### Singles en participation
| Année | Titre                                                          | Drapeau des États-Unis | Drapeau de la France | Airplay | /Vl | Drapeau du Portugal | Drapeau de la Suède | Drapeau de la Finlande | Drapeau de la Bulgarie | Airplay | Album                                    |
| ----- | -------------------------------------------------------------- | ---------------------- | -------------------- | ------- | --- | ------------------- | ------------------- | ---------------------- | ---------------------- | ------- | ---------------------------------------- |
| 2007  | Cut Off Time (Omarion featuring Kat DeLuna)                    | 123                    | —                    | —       | —   | 44                  | —                   | —                      | —                      | —       | Feel the Noise (Bande originale du film) |
| 2008  | Breathing Your Love (Darin featuring Kat Deluna)               | —                      | —                    | 83      | —   | —                   | 2                   | 13                     | 14                     | —       | Flashback                                |
| 2010  | Somos El Mundo (Artistas Por Haití)                            | —                      | —                    | —       | —   | —                   | —                   | —                      | —                      | —       | —                                        |
| 2011  | I'm Alright (Jean-Roch featuring Kat DeLuna & Flo Rida)        | —                      | 33                   | 39      | —   | —                   | —                   | —                      | —                      | —       | Music Saved My Life                      |
| 2011  | Tonite (Nicola Fasano featuring Kat DeLuna)                    | —                      | —                    | —       | —   | —                   | —                   | —                      | —                      | —       | —                                        |
| 2012  | I Had A Dream (David Latour featuring Kat DeLuna & Fo Onassis) | —                      | —                    | —       | 47  | —                   | —                   | —                      | —                      | —       | —                                        |
| 2012  | Shake It (Dam'Edge featuring Kat DeLuna & Fatman Scoop)        | —                      | —                    | 195     | —   | —                   | —                   | —                      | —                      | —       | —                                        |
| 2013  | Always On My Mind (Costi featuring Kat DeLuna)                 | —                      | —                    | —       | —   | —                   | —                   | —                      | —                      | 74      | —                                        |